# Jaison Xavier
Jaison Xavier (* 10. Juli 1971) ist ein indischer Badmintonspieler. 

## Karriere
Xavier Jaison nahm 2003 im Herrendoppel an den Badminton-Weltmeisterschaften teil. Er verlor dabei in Runde eins und wurde somit 33. in der Endabrechnung. 2002 siegte er bei den Bangladesh International. Die Bahrain International gewann er im gleichen Jahr. Bei den Pakistan International 2004 wurde er Zweiter. Bei den indischen Badmintonmeisterschaften erkämpfte er sich drei Silbermedaillen in den Jahren 2002, 2003 und 2005.